# Vlasman Cycling Team
Vlasman Cycling Team was een Nederlandse wielerploeg. De ploeg kwam uit in de continentale circuits van de UCI, en dan vooral de UCI Europe Tour. Het Vlasman Cycling Team kwam tot en met 2017 uit als nationale wielerploeg, en vanaf 2018 als UCI Continental team tot en met in 2020. Door de coronacrisis haakten drie grote sponsoren af en vielen bijna alle wedstrijden op continentaal niveau weg. Daarnaast konden er ook geen zesdaagsen gereden worden waar de ploeg zijn voornaamste focus lag.

## 2019

### Renners
| Naam                | Geboortedatum    | Nationaliteit |
| ------------------- | ---------------- | ------------- |
| Bas Ottevanger      | 14 december 1998 | Nederland     |
| Dion Beukeboom      | 2 februari 1989  | Nederland     |
| Jasper Bovenhuis    | 27 juli 1991     | Nederland     |
| Robert Bovenhuis    | 8 september 1987 | Nederland     |
| Joost van der Burg  | 11 december 1993 | Nederland     |
| Kelvin van den Dool | 18 oktober 1995  | Nederland     |
| Beau Duvigneau      | 15 april 1995    | Nederland     |
| Yoeri Havik         | 19 februari 1991 | Nederland     |
| Jaap Kooijman       | 24 april 1994    | Nederland     |
| Wim Stroetinga      | 23 mei 1985      | Nederland     |
| Hartthijs de Vries  | 11 juli 1996     | Nederland     |
| Jelle Wolsink       | 11 november 1995 | Nederland     |
| Melvin van Zijl     | 10 december 1991 | Nederland     |